# Okura (Nouvelle-Zélande)
Pour les articles homonymes, voir Okura (homonymie).
Okura est une banlieue de la cité d’Auckland, située dans l’île du Nord de la Nouvelle-Zélande.

## Gouvernance
Elle est sous la gouvernance locale du conseil d’Auckland.

## Situation
Okura est un petit village sur la berge sud du fleuve Okura. 
C’est la seule localisation qui fournit un accès au fleuve Okura  pour y donner une installation basique de mise à l’eau des petites embarcations.